# بلدة إلموود (ميشيغان)
إلموود (بالإنجليزية: Elmwood Township, Michigan)‏ هي بلدة تقع بولاية ميشيغان في الولايات المتحدة. تأسست عام 1855، تبلغ مساحتها 92 (كم²)، وترتفع عن سطح البحر 209 م، بلغ عدد سكانها 1213 نسمة في عام تعداد الولايات المتحدة 2000 حسب إحصاء مكتب تعداد الولايات المتحدة وتصل الكثافة السكانية فيها 13.2 نسمة/كم2.

## وصلات خارجية
- The US50 - Cities and Towns in Michigan State
- Michigan Cities and Towns, Facts, Map, Flag, Colleges, Government, and More